# Adrienne Charmet
Pour les articles homonymes, voir Charmet.
Adrienne Charmet, née le 25 septembre 1979 à Semur-en-Auxois, est une militante française des libertés numériques.
Présidente (2009-2011) puis directrice des programmes (2011-2014) de Wikimédia France, elle est coordinatrice des campagnes de La Quadrature du Net (2014-2017), avant de rejoindre l'Agence nationale de la sécurité des systèmes d'information en 2017.

## Biographie
Née le 25 septembre 1979 à Semur-en-Auxois, en Côte-d'Or, Adrienne Charmet grandit dans une famille nombreuse et catholique. Elle est guide scout durant dix ans.
Elle poursuit ensuite des études d'histoire à Rennes et à Paris ; elle se spécialise dans le jansénisme, ce qui l'amène à obtenir un diplôme d'études approfondies (2002), puis à commencer une thèse doctorale — abandonnée « faute d'argent » — sur ce sujet, puis, après un séminaire au cours duquel elle découvre Wikipédia, à y rédiger des articles en lien avec ce thème sous le pseudonyme « Serein »,,,. Elle devient également administratrice du site.
Chargée de cours à l'université Sorbonne Paris Nord, puis enseignante d'histoire-géographie au collège durant un an, elle devient ensuite salariée dans une entreprise toulousaine de vente en ligne.
Après avoir assuré la présidence de l'association Wikimédia France de 2009 à 2011, elle en devient salariée comme directrice des programmes, poste qu'elle occupe trois ans.
En 2014, elle est nommée chevalier des Arts et des Lettres par la ministre de la Culture Aurélie Filippetti au titre de sa participation à Wikipédia,.
La même année, en avril, elle entre à La Quadrature du Net (LQDN) en tant que porte-parole et coordinatrice. Elle y est remarquée lors de l'opposition au projet de loi relative au renseignement,, – finalement adoptée. En mai 2016, elle annonce le changement de stratégie de LQDN, et son recentrage en direction de la sensibilisation de l'opinion publique.
Le 24 juillet 2017, elle annonce son départ de LQDN pour rejoindre début septembre l'Agence nationale de la sécurité des systèmes d'information (ANSSI), où elle entend continuer son travail « au service de l'intérêt général, d'une autre manière mais dans le même esprit ». Anticipant les éventuelles polémiques, elle déclare : « Je sais que ce n’est pas ultra consensuel, mais je ne considère pas que l’ANSSI soit l’ennemi. (...) Si j’avais eu le moindre problème moral, je n’y serais pas allée ».

## Publications
- « Wikipédia et le monde du libre », dans Camille Paloque-Berges et Christophe Masutti (dir.), Histoires et cultures du libre : des logiciels partagés aux licences échangées, Paris-Rocquencourt, Framasoft-INRIA, coll. « Framabook » (no 13), 2013 (ISBN 978-2-9539187-9-3, BNF 43580627, SUDOC 170176835, présentation en ligne, lire en ligne), p. 431-461
- Postface de Götz Hamann, Khuê Pham et Heinrich Wefing (trad. de l'allemand par Élisa Wenger), The United States of Google [« Die Vereinigten Staaten von Google »], Clamecy, Premier parallèle, 2015, 59 p. (ISBN 979-10-94841-02-0, OCLC 909247363, BNF 44351260, SUDOC 185530001, présentation en ligne).
- « Sensibiliser est un sport de combat », dans Nina Cercy et Tristan Nitot (dir.), Numérique : reprendre le contrôle, Paris, Framasoft, 2016, p. 17-25.
- Préf. de Tristan Nitot, Surveillance : les libertés au défi du numérique : comprendre et agir, Caen, C et F, coll. « Blogollection », 2016, 191 p. (ISBN 978-2-915825-65-7, BNF 45146343).